# Guasdualito (paroisse civile)
Pour les articles homonymes, voir Guasdualito.
Guasdualito est l'une des cinq paroisses civiles de la municipalité de Páez dans l'État d'Apure au Venezuela. Sa capitale est Guasdualito, chef-lieu de la municipalité.

## Géographie

### Démographie
Hormis sa capitale Guasdualito, la paroisse civile possède plusieurs localités dont :
- Guacas de Rivera
- Guasdualito
  - Morrones
- Pueblo Nuevo
- Totumito